# امبل‌ویل، وال-دواز
امبل‌ویل، وال-دواز (به فرانسوی: Ambleville, Val-d'Oise) یک کمون در فرانسه است که در Canton of Magny-en-Vexin واقع شده‌است.

## خصوصیات
امبل‌ویل ۷٫۹۶ کیلومترمربع مساحت و ۳۷۵ نفر جمعیت دارد.